# Symmachia (geslacht)
Symmachia is een geslacht van vlinders uit de familie van de prachtvlinders (Riodinidae), onderfamilie Riodininae.
Symmachia werd in 1819 voor het eerst wetenschappelijk beschreven door Hübner.

## Soorten
Symmachia omvat de volgende soorten:
- S. accusatrix Westwood, 1851
- S. aconia Hewitson, 1876
- S. almeidai (Zikán, J, 1946)
- S. arcuata Hewitson, 1867
- S. arion (C. & R. Felder, 1865)
- S. asclepia Hewitson, 1870
- S. aurigera (Weeks, 1902)
- S. basilissa (H. Bates, 1868)
- S. batesi (Staudingerl, 1887)
- S. busbyi Hall, J & Willmott, 2007
- S. calderoni Hall, J & Lamas, 2001
- S. calligrapha Hewitson, 1867
- S. calliste Hewitson, 1867
- S. cleonyma Hewitson, 1870
- S. cribellum Stichel, 1914
- S. ega Ménétriés, 1857
- S. elinas (Rebillard, 1958)
- S. emeralda Hall, J & Willmott, 2007
- S. eraste (H. Bates, 1868)
- S. exigua (H. Bates, 1868)
- S. falcistriga Stichel, 1910
- S. fassli Hall, J & Willmott, 1995
- S. fulvicauda Stichel, 1924
- S. hazelana Hall, J & Willmott, 1996
- S. hetaerina Hewitson, 1867
- S. hippea Herrich-Schäffer, 1853
- S. hippodice Godman, 1903
- S. historica Stichel, 1910
- S. hypochloris (H. Bates, 1868)
- S. jugurtha Staudingerl, 1887
- S. juratrix Westwood, 1851
- S. leena Hewitson, 1870
- S. leopardina Felder, 1865
- S. leopardinum (C. & R. Felder, 1865)
- S. maeonias Staudinger, 1888
- S. maeonius Staudingerl, 1888
- S. menetas (Drury, 1782)
- S. menetes (Drury, 1782)
- S. mielkei (Hall, J & Furtado, 1999)
- S. miron Grose-Smith, 1898
- S. multesima Stichel, 1910
- S. nemesis Le Cerf, 1958
- S. niciades (Boisduval, 1870)
- S. norina Hewitson, 1867
- S. pardalia Stichel, 1924
- S. pardalis Hewitson, 1867

- S. pena Hall, J & Lamas, 2007
- S. phaedra (H. Bates, 1868)
- S. praxila Westwood, 1851
- S. priene Doubleday, 1847
- S. probetor (Stoll, 1782)
- S. punctata Butler, 1877
- S. rita Staudingerl, 1887
- S. rubina H. Bates, 1866
- S. rubrica (Stichel, 1929)
- S. satana Hall, J & Harvey, 2007
- S. sepyra (Hewitson, 1877)
- S. splendida (Salazar & Constantino, 1993)
- S. stigmosissima Stichel, 1910
- S. suevia Hewitson, 1877
- S. tatiana Hewitson, 1870
- S. technema Stichel, 1910
- S. threissa Hewitson, 1870
- S. tigrina Hewitson, 1867
- S. titiana Hewitson, 1870
- S. triangularis (Thieme, 1907)
- S. tricolor Hewitson, 1867
- S. urichi Kaye, 1925
- S. virgatula Stichel, 1910
- S. virgaurea Stichel, 1910
- S. xypete (Hewitson, 1870)